# گوستا هولمار
گوستا هولمار (انگلیسی: Gösta Holmér؛ ۲۳ سپتامبر ۱۸۹۱ – ۲۲ آوریل ۱۹۸۳ (aged 91)) ورزشکار دو و میدانی اهل سوئد بود.
وی در مسابقات کشوری و بین‌المللی در مجموع برندهٔ ۱ مدال برنز شده‌است.